# Félix Sánchez (atléta)
Félix Sánchez (Manhattan, 1977. augusztus 30. –) olimpiai és világbajnok dominikai atléta.
2004. augusztus 26-án, az athéni olimpia négyszáz méteres gátfutásának döntőjében, 47,63-as időt futott és megnyerte a számot. Győzelmével megszerezte a Dominikai Köztársaság első olimpiai aranyérmét.
Három világbajnoki érme van négyszáz gátról. 2001-ben Edmontonban, valamint 2003-ban Párizsban arany-, 2007-ben Oszakában pedig ezüstérmes lett.
2016 áprilisában bejelentette visszavonulását.

## Egyéni legjobbjai
szabadtéri
- 100 méter síkfutás - 10,45
- 200 méter síkfutás - 20,87
- 400 méter síkfutás - 44,90
- 800 méter síkfutás - 1.51,15
- 400 méter gátfutás - 47,25

fedett
- 400 méter síkfutás - 46,86